# Roger Cochrane Wilson
Sir Roger Cochrane Wilson KCB DSO MC, britanski general, * 26. december 1882, † 1966.